# Esther González
Esther González Rodríguez   (Huéscar, Granada, 8 de diciembre de 1992) es una futbolista española que juega como delantera en el NJ/NY Gotham FC de la National Women's Soccer League de Estados Unidos. Es internacional absoluta con España desde 2016.
Ha ganado tres ligas y una Copa de la Reina con el Atlético de Madrid, además, es subcampeona de Europa sub-17 y fue campeona del mundo en 2023.

## Trayectoria

### Inicios
Esther empezó a jugar en la escuela de fútbol de su pueblo, Huéscar, donde entró a jugar en categoría benjamín. Destacó por su capacidad de hacer goles en las ligas mixtas. Cuando tuvo que jugar en un equipo femenino se unió al C.D. Algaidas, tras coincidir en un torneo con ellas y tener buena relación. Para poder ir a los entrenamientos tenía que recorrer los 250 kilómetros que separaban su domicilio del club. Permaneció dos temporadas en el club, que jugaba en la Segunda División Femenina de España. Al llegar al club con catorce años, no pudo debutar hasta la segunda vuelta de la temporada 2007-08 debido a la normativa del torneo, en la cual no podían jugar futbolistas menores de quince años.

### Levante y debut en Primera División
En 2009 fichó por el Levante U. D., equipo con el que debutó en la primera jornada de Primera División el 6 de septiembre con victoria por 2-0 sobre el Valencia C. F., con dos ocasiones de Esther. Una semana después marcó sus dos primeros goles ante el Gimnàstic de Tarragona. Jugó 13 de los 14 encuentros de la primera fase de la Liga, marcando 3 goles, y el equipo quedó tercero del grupo B, clasificándose para la segunda fase, disputando el título. En la segunda fase jugó 12 de los 14 partidos, y marcó un gol. El Levante quedó en última posición del grupo. en la Copa de la Reina marcó el primer gol de su equipo en los octavos de final ante la Unió Esportiva L'Estartit y jugó la ida de los cuartos de final, ronda en la que el Levante quedó apeado de la competición.
En su segunda temporada jugó 12 de los 14 encuentros de la primera fase, marcando 5 goles. En esta ocasión el Levante quedó en quinta posición de su grupo y en la Segunda fase debió de jugar por evitar el descenso. En la Segunda Fase jugó 9 de los 12 partidos, marcando 3 goles y dando una asistencia. El Levante fue el primero de grupo y no pasó apuros para salvar la categoría. En la Copa de la Reina jugó los dos encuentros de los octavos de final ante el Sant Gabriel, marcando en el encuentro de ida y dando un pase de gol en el de vuelta, que no fueron suficientes para pasar de ronda.

### Málaga y Sporting de Huelva
Tras dos temporadas dejó el club y fichó por el Atlético Málaga, en el que fue la máxima goleadora con 14 tantos, pero solo permaneció una temporada al descender el equipo malagueño a Segunda División. Fue elegida en el Once de oro de Fútbol Draft.
En 2012 fichó por el Sporting Club de Huelva, y marcó su primer gol con el club onubense el 23 de septiembre. Hizo una gran campaña siendo la máxima goleadora y elegida mejor jugadora del equipo por la afición, y volviendo a ser galardonada en el Once de Oro de Fútbol Draft, y siendo llamada para una preselección de jugadoras para la Eurocopa de 2013.

### Atlético de Madrid
El 2 de julio de 2013 el Atlético de Madrid anunció su fichaje por el club, destacándola como una "jugadora eléctrica, con técnica y sobre todo con olfato de gol". Debutó el 15 de septiembre, en la segunda jornada de liga con derrota por 2-1 ante el Collerense, sustituyendo a Ana Borges. En la primera vuelta no estuvo afortunada de cara el gol y no marcó hasta el 21 de diciembre ante el Sant Gabriel. A partir de ese momento empezó a marcar con regularidad, con 12 tantos marcados en la segunda vuelta del campeonato, incluyendo un doblete ante el Oviedo moderno en los últimos 10 minutos del encuentro para empatarlo y un triplete ante el Fundación Cajasol en la última jornada, que les permitió alcanzar el tercer puesto en liga. Jugó de titular los dos partidos de cuartos de final de la Copa de la Reina ante el Rayo Vallecano, en el que 
cayeron por penaltis cuando Esther ya había sido sustituida. El club la eligió como la Jugadora revelación de la temporada.
En la temporada 2014-15 de nuevo empezó con sequía goleadora, y no marcó hasta la jornada 13, pero luego encadenó cinco jornadas seguidas viendo puerta. En la segunda vuelta tuvo una buena racha, marcando el gol del empate ante el Barcelona y el único gol ante el Espanyol. El equipo fue subcampeón de Liga y se clasificó para la Liga de Campeones por primera vez en su historia. Esther contribuyó siendo la segunda máxima goleadora del equipo con 12 goles en 28 partidos, 9 de ellos en la segunda vuelta, y fue elegida Jugadora 5 estrellas por la afición. En la Copa de la Reina marcó un doblete en los cuartos de final ante el Espanyol, pero el equipo cayó en los penaltis ante el Sporting Club de Huelva en semifinales.
La temporada 2015-16 debutó en la Liga de campeones el 7 de octubre de 2015 ante el Zorky Krasnogorsk, perdiendo por 0-2, y marcó el primer gol de la remontada en Rusia, donde ganaron por 0-3. El equipo quedó en tercera posición en Liga, y fue su mejor temporada en registros goleadores, marcando 18 goles en 29 partidos de Liga, lo que le valió ser de nuevo elegida Jugadora 5 estrellas. Los goles se distribuyeron en toda la temporada pero encadenó seis partido seguidos marcando, las 5 últimas jornadas de liga y los cuartos de final de la Copa de la Reina. La racha se cortó en las semifinales pero volvió a marcar en la final el tercer gol de las rojiblancas en la victoria por 3-2 sobre el Barcelona, ganando su primer título. Sus buenas actuaciones le valieron debutar con la Selección absoluta en marzo de 2016.
En la temporada 2016-17 retrasó su posición para dejar espacio a la llegada de Sonia Bermúdez. A pesar de ello marcó un hat-trick ante el Tacuense, y sumó 15 goles en Liga, incluyendo el primer gol de la victoria sobre la Real Sociedad en la última jornada que le dio el primer título de Liga al club. En la Copa de la Reina fueron subcampeonas al perder la final ante el Barcelona.
En la temporada 2017-18 compitió con Ludmila Da Silva por el puesto en el once titular, por lo que tuvo menos minutos de juego. En liga marcó 8 goles en 26 partidos, siendo titular en 12 de ellos. Su mejor momento fue en febrero de 2018, donde marcó el gol de la victoria en el minuto 85 al Santa Teresa, uno de los goles que les permitió empatar ante el Athletic, y un doblete ante el Sporting Club de Huelva, todos ellos a domicilio. El equipo repitió los éxitos de la temporada pasada, ganando la segunda liga y volviendo a ser subcampeonas de Copa.
En 2018 el Atlético, con el nuevo entrenador, José Luis Sánchez Vera, empezó jugando de titular, aunque con rotaciones, y fue nombrada Mejor jugadora del partido en la jornada 6 tras marcar un triplete ante el Madrid CFF. Una lesión en octubre la apartó de los terrenos de juego, y tras jugar un par de partidos de liga dejó de entrar en las convocatorias, por lo que en diciembre declaró que podía aspirar a mucho más de lo que se estaba contando con ella. En la segunda vuelta volvió a contar con minutos, especialmente tras una lesión de Ludmila, y marcó 9 goles en las últimas 9 jornadas, incluyendo otro triplete ante la Real Sociedad en la última jornada que le dio el tercer título de Liga. Disputó la final de la Copa de la Reina y marcó el único gol rojiblanco, pero perdieron 2-1 ante la Real Sociedad. El 6 de junio confirmó en el programa de televisión La Resistencia que la próxima temporada no continuaría en el Atlético de Madrid. El 29 de junio de 2019 el club confirmó que no continuaría en el equipo la siguiente temporada.

### Vuelta al Levante
El 11 de julio de 2019 el Levante anunció su regreso con un contrato por dos años.

## Selección

### Categorías inferiores
Fue convocada por la Selección Española sub-17, donde debutó el 5 de abril de 2009 en la Ronda Élite del Campeonato Europeo de 2009. Fue titular y marcó un gol ante Inglaterra. El 9 de abril jugó contra República Checa y marcó otro gol. El 22 de junio jugó en la semifinal ante Noruega, marcando el 2-0. El 25 de junio jugó la final ante Alemania, en la que España cayó derrotada.
Debutó con la Selección sub-19 el 19 de septiembre de 2009 en partido clasificatorio para el Campeonato Europeo de 2010 ante Azerbaiyán, y marcó 2 goles. Azerbaiyán fur descalificado posteriormente del torneo. Disputó los otros dos partidos de esta fase, marcando dos goles a Ucrania y uno a Chipre. Fue titular en los tres partidos de la Ronda Élite ante Islandia, República Checa y Rusia, marcando un gol ante las checas. En la fase final del Campeonato Europeo jugó de titular en el primer partido de la fase de grupos ante Macedonia, en el que fue sustituida en el minuto 71 y España ganó por 6-0. En el segundo partido ante Francia fue suplente y entró en el minuto 67, dos minutos antes de que Francia se adelantase en el marcador, y dispuso de dos ocasiones que la guardameta gala Laetitia Philippe impidió con sus paradas. España necesitaba una victoria ante Países Bajos en el último partido de la fase de grupos para pasar a las semifinales. Esther fue titular en el encuentro, pero España perdió por 2-0.
Participó en los tres partidos de la primera fase de clasificación del Campeonato Europeo de 2011, pero no jugó ni en la Ronda Élite ni en la fase final.

### Selección absoluta
Fue una de las 40 preconvocadas para disputar la Eurocopa 2013, pero no pasó el corte para jugar el campeonato. Debutó con la selección absoluta el 4 de marzo de 2016 en un amistoso ante Rumanía, sustituyendo a Jennifer Hermoso en el minuto 75. Volvió a jugar algunos minutos cuatro días después en otro amistoso ante Escocia.
Fue convocada para disputar la Eurocopa de 2017, aunque no jugó. El 31 de agosto de 2018 entró en el minuto 85 en el encuentro que enfrentó a España ante Finlandia, en un partido válido para la clasificación para el campeonato del Mundo de Francia 2019. En 2019 jugó dos amistosos ante Brasil y Camerún. El 20 de mayo Jorge Vilda dio la lista final de la convocatoria para el Mundial, en la que Esther no estuvo presente. El 21 de septiembre de 2021 anotó dos goles en la victoria por 0-7 ante Hungría, y en el siguiente compromiso ante Islas Feroe anotó su primer póquer con la selección, a uno de igualar su mejor registro, un repóquer ante Azerbaiyán.

## Estadísticas

### Clubes
Actualizado al último partido jugado el 21 de agosto de 2022.
| Temporada     | Club               | Liga          | Liga  | Liga  | Liga   | Copas | Copas | Copas  | Internacional | Internacional | Internacional | Total | Total | Total  | Media goleadora |
| Temporada     | Club               | Div.          | Part. | Goles | Asist. | Part. | Goles | Asist. | Part.         | Goles         | Asist.        | Part. | Goles | Asist. | Media goleadora |
| ------------- | ------------------ | ------------- | ----- | ----- | ------ | ----- | ----- | ------ | ------------- | ------------- | ------------- | ----- | ----- | ------ | --------------- |
| 2009-10       | Levante U. D.      | 1.ª           | 24    | 4     | —      | 3     | 1     | —      | —             | —             | —             | 27    | 5     | 0      | 0.19            |
| 2010-11       | Levante U. D.      | 1.ª           | 23    | 8     | 1      | 2     | 1     | 1      | —             | —             | —             | 25    | 9     | 2      | 0.36            |
| 2011-12       | Atlético Málaga    | 1.ª           | 34    | 12    | ?      | 0     | 0     | 0      | 0             | 0             | 0             | 34    | 12    | ?      | 0.35            |
| 2012-13       | Sporting de Huelva | 1.ª           | 27    | 15    | ?      | 0     | 0     | 0      | 0             | 0             | 0             | 27    | 15    | ?      | 0.56            |
| 2013-14       | Atlético de Madrid | 1.ª           | 25    | 14    | —      | 2     | —     | —      | —             | —             | —             | 27    | 14    | 0      | 0.52            |
| 2014-15       | Atlético de Madrid | 1.ª           | 28    | 12    | 4      | 2     | 2     | —      | —             | —             | —             | 30    | 14    | 4      | 0.47            |
| 2015-16       | Atlético de Madrid | 1.ª           | 29    | 18    | 2      | 3     | 2     | 1      | 4             | 1             | —             | 36    | 21    | 3      | 0.58            |
| 2016-17       | Atlético de Madrid | 1.ª           | 30    | 15    | 4      | 3     | —     | —      | —             | —             | —             | 33    | 15    | 4      | 0.45            |
| 2017-18       | Atlético de Madrid | 1.ª           | 26    | 8     | —      | 3     | —     | —      | 1             | —             | —             | 30    | 8     | 0      | 0.27            |
| 2018-19       | Atlético de Madrid | 1.ª           | 21    | 13    | 5      | 3     | 1     | —      | 3             | —             | —             | 27    | 14    | 5      | 0.52            |
|               | Total club         | Total club    | 159   | 80    | 15     | 16    | 5     | 1      | 8             | 1             | 0             | 183   | 86    | 16     | 0.47            |
| 2019-20       | Levante U. D.      | 1.ª           | 19    | —     | 2      | 2     | —     | —      | —             | —             | —             | 21    | 0     | 2      | 0               |
| 2020-21       | Levante U. D.      | 1.ª           | 34    | 29    | 6      | 5     | 1     | 1      | —             | —             | —             | 39    | 30    | 7      | 0.77            |
|               | Total club         | Total club    | 100   | 41    | 9      | 12    | 3     | 2      | 0             | 0             | 0             | 112   | 44    | 11     | 0.39            |
| 2021-22       | Real Madrid C. F.  | 1.ª           | 27    | 14    | 1      | 4     | 2     | 1      | 8             | 1             | 1             | 39    | 17    | 3      | 0.44            |
| 2022-23       | Real Madrid C. F.  | 1.ª           | —     | —     | —      | —     | —     | —      | 2             | 4             | 2             | 2     | 4     | 2      | 2               |
|               | Total club         | Total club    | 27    | 14    | 1      | 4     | 2     | 1      | 10            | 5             | 3             | 41    | 21    | 5      | 0.51            |
| Total carrera | Total carrera      | Total carrera | 347   | 162   | 25+    | 32    | 10    | 4      | 18            | 6             | 3             | 387   | 178   | 32+    | 0.46            |
| 1. 2. 3.      |                    |               |       |       |        |       |       |        |               |               |               |       |       |        |                 |

### Selección
Actualizado al último partido jugado el 25 de noviembre de 2022.
| Selecciones                                                                                                | Año           | Europeo(4) | Europeo(4) | Europeo(4) | Mundial (4) | Mundial (4) | Mundial (4) | Amistosos | Amistosos | Amistosos | Total | Total | Total  | Media goleadora |
| Selecciones                                                                                                | Año           | Part.      | Goles      | Asist.     | Part.       | Goles       | Asist.      | Part.     | Goles     | Asist.    | Part. | Goles | Asist. | Media goleadora |
| --- | ------------- | ---------- | ---------- | ---------- | ----------- | ----------- | ----------- | --------- | --------- | --------- | ----- | ----- | ------ | --------------- |
| Sub-17 · España                                                                                            | 2009          | 4          | 3          | —          | —           | —           | —           | —         | —         | —         | 4     | 3     | 0      | 0,75            |
| Sub-17 · España                                                                                            | Total         | 4          | 3          | 0          | 0           | 0           | 0           | 0         | 0         | 0         | 4     | 3     | 0      | 0,75            |
| Sub-19 · España                                                                                            | 2009          | 3          | 5          | —          | —           | —           | —           | —         | —         | —         | 3     | 5     | 0      | 1,67            |
| Sub-19 · España                                                                                            | 2010          | 9          | 1          | —          | —           | —           | —           | —         | —         | —         | 9     | 1     | 0      | 0,11            |
| Sub-19 · España                                                                                            | Total         | 12         | 6          | 0          | 0           | 0           | 0           | 0         | 0         | 0         | 12    | 6     | 0      | 0,50            |
| Absoluta · España                                                                                          | 2016          | —          | —          | —          | —           | —           | —           | 2         | 0         | 0         | 2     | 0     | 0      | 0               |
| Absoluta · España                                                                                          | 2017          | —          | —          | —          | —           | —           | —           | —         | —         | —         | 0     | 0     | 0      | 0               |
| Absoluta · España                                                                                          | 2018          | —          | —          | —          | 1           | —           | —           | —         | —         | —         | 1     | 0     | 0      | 0               |
| Absoluta · España                                                                                          | 2019          | 1          | —          | —          | —           | —           | —           | 2         | —         | —         | 3     | 0     | 0      | 0               |
| Absoluta · España                                                                                          | 2020          | 1          | 1          | —          | —           | —           | —           | —         | —         | —         | 1     | 1     | 0      | 1               |
| Absoluta · España                                                                                          | 2021          | 2          | 7          | 2          | 2           | 5           | —           | 3         | —         | —         | 7     | 12    | 2      | 1.71            |
| Absoluta · España                                                                                          | 2022          | 4          | 1          | —          | 3           | 3           | 2           | 8         | 2         | 1         | 15    | 6     | 3      | 0.4             |
| Total | Total         | 8          | 9          | 2          | 6           | 8           | 2           | 15        | 2         | 1         | 29    | 19    | 5      | 0.7             |
| Total carrera                                                                                              | Total carrera | 24         | 18         | 2          | 6           | 8           | 2           | 15        | 2         | 1         | 45    | 28    | 5      | 0.65            |
| (4) Se incluyen partidos en fases clasificatorias, no incluye Torneo de Exentos ni Torneo Desarrollo UEFA. |               |            |            |            |             |             |             |           |           |           |       |       |        |                 |

#### Participaciones en Eurocopas
| Competición            | Categoría | Sede                | Resultado        | Partidos | Goles |
| ---------------------- | --------- | ------------------- | ---------------- | -------- | ----- |
| Europeo Sub-17 2009    | Sub-17    | Suiza               | Subcampeona      | 2        | 1     |
| Europeo Sub-19 2010    | Sub-19    | Macedonia del Norte | Fase de grupos   | 3        | 0     |
| Eurocopa Femenina 2017 | Absoluta  | Países Bajos        | Cuartos de final | 0        | 0     |
| Total                  | –         | –                   | –                | 5        | 1     |

## Palmarés

### Campeonatos nacionales
| Título             | Club               | Año  |
| ------------------ | ------------------ | ---- |
| Copa               | Atlético de Madrid | 2016 |
| Campeonato de Liga | Atlético de Madrid | 2017 |
| Campeonato de Liga | Atlético de Madrid | 2018 |
| Campeonato de Liga | Atlético de Madrid | 2019 |

### Campeonatos Internacionales
| Título       | Club                | Año  |
| ------------ | ------------------- | ---- |
| Copa Mundial | Selección de España | 2023 |

### Distinciones individuales
| Distinción                                                                            | Año     |
| ------------------------------------------------------------------------------------- | ------- |
| Máxima goleadora At. Málaga                                                           | 2011-12 |
| Once de Oro Fútbol Draft                                                              | 2012    |
| Mejor jugadora del Recreativo de Huelva según Recremanía                              | 2012-13 |
| Once de Oro Fútbol Draft                                                              | 2013    |
| Jugadora Revelación del Atlético de Madrid                                            | 2013-14 |
| Jugadora 5 estrellas del Atlético de Madrid                                           | 2014-15 |
| Jugadora 5 estrellas del Atlético de Madrid                                           | 2015-16 |
| Premios por la Igualdad de Género 2017 de la Diputación de Granada - Mención Especial | 2017    |
| Mejor Jugadora Jornada 6 de Liga                                                      | 2018-19 |